# Fagnano Castello
Fagnano Castello es un municipio situado en el territorio de la provincia de Cosenza, en Calabria (Italia).

## Demografía
| Gráfica de evolución demográfica de Fagnano Castello entre 1861 y 2001 |
|                                                                        |
| Fuente ISTAT - elaboración gráfica a cargo de Wikipedia                |